# Röda rummet
För andra betydelser, se Röda rummet (olika betydelser).
Röda rummet är en roman från 1879 av August Strindberg. Den kretsar kring den unge Arvid Falk och hans vedermödor i ett detaljrikt tecknat Stockholm. Trots blandad kritik blev boken en försäljningsmässig framgång och har sedermera blivit ett av Strindbergs mest kända verk; den har både filmatiserats och gjorts som tecknad serie. Röda rummet har ett detaljerat realistiskt och för sin tid nydanande språk, och boken ses ofta som startskottet för 80-talet inom den svenska litteraturen.

## Handling

### Synopsis
Boken handlar om Arvid Falk, August Strindbergs alter ego, en ung man vars strapatser vi får följa.
Röda rummet inleds med en skildring av vårens insteg i storstaden, närmare bestämt i trädgården till Mosebacke värdshus – en skildring som blivit klassisk. Efter detta naturalistiska anslag kommer snart samhällssatiren, inledd med den dråpliga interiör från den tidens ämbetsverk som Arvid Falk ger av sin extraordinarietid i statens verk. Han berättar om när han skrev in sig i "Kollegiet för utbetalande av Ämbetsmännens löner".
Arvid strävar efter frihet och sanning – pengar och ära kommer i andra hand. Hans äldre och dominerande bror som däremot strävar efter motsatsen blir mycket arg och skamsen när Arvid påstås ha skickat in en avslöjande artikel till en tidning. Han hävdar att denna handling smutsar ner familjenamnet. Arvid tar sedan olika jobb, bland annat hos förläggaren Smith – som ber honom skriva en reklamartikel, vilken ska få folk att köpa sjöförsäkringar. Arvid tycker inte om hyckleri, och tackar därför nej till jobbet, trots att han behöver pengarna. Boken handlar mycket om detta – att samhället inte är idealiskt, och att det ibland bara är olönsamt att försöka vara hederlig. Arvid blir dock till slut en känd diktare och författare, men inser att vad han till början trodde var idealistiskt, kanske inte alltid är idealistiskt.

### Teman

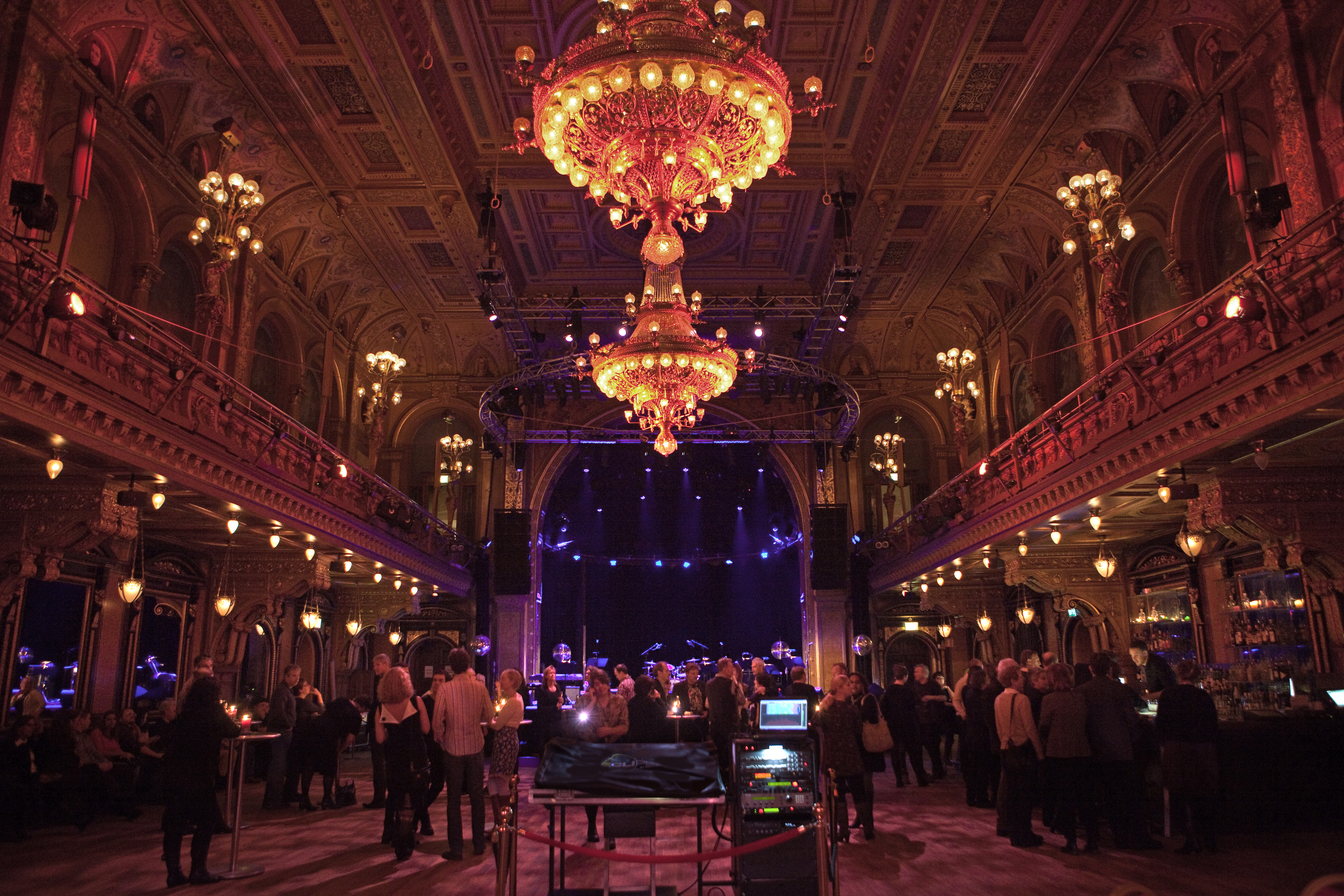
Berns salonger (2011), där ett av de inredda rummen gav namn åt boktiteln.

Vi följer inte bara Arvid, utan ett flertal andra romanfigurer. Alla är de unga, bohemiska, filosofiska revoltörer, men med olika livsideal. Ett av bokens huvudteman är att visa hur de lyckas eller misslyckas beroende på deras ideal. Många lever på svältgränsen, solidariskt uppehållande livhanken med sporadiska inkomster, växlar och pantbelåning av de få ägodelarna. Vi träffar till exempel Ygberg, en filosof som ställd inför svältdöden resignerar och tar de jobb Arvid tackat nej till, Sellén, en målare som efter stor möda äntligen får erkännande, Olle Montanus, en bildhuggare tillika filosof som slutar med sitt dagliga jobb för att just leva som en filosof, och Struve, en person inom den konservativa tidningen "Gråkappan". Trots att Arvid och Struve är rena motsatser (Arvid är socialist, medan Struve är konservativ och egoistisk), hjälper de varandra. Detta är en av Röda rummets många paradoxala vridningar.
När Arvid besöker förläggaren Smith är detta inspirerat av ett verkligt möte mellan Strindberg och förläggaren Albert Bonnier, där Bonnier hade bett Strindberg att skriva en novell för kalendern Svea för att på så sätt hjälpa Strindberg ekonomiskt. Andra händelser i romanen bygger också på Strindbergs egna upplevelser och erfarenheter.
| ”                         | För att förstå Struves machinationer måste man veta några av de viktigaste data av hans biografi. Han var till börden överliggare vid Universitetet och hade hemfallit åt litteraturen av brist. Han blev först redaktör av den social-demokratiska Folkets Fana; därpå hade han fått transport till den konservative Bondplågaren; men när denne flyttades till en annan stad med inventarier, tryckeri och redaktör, ändrades namnet till Bondevännen och därjämte antogo även åsikterna en annan färg. Därpå hade Struve blivit såld till Rödluvan, där han just genom sin bekantskap med alla de konservatives funder kom väl till pass, likasom det nu i Gråkappan var hans största merit, att han kände dödsfienden Rödluvans alla hemligheter, vilka han missbrukade med den största frihet. | „ |
| – Citat från Röda rummet, | |   |

Titeln "Röda rummet" syftade på en i rött inredd lokal som fanns och fortfarande finns i den stockholmska restaurang- och varietéinrättningen Berns salonger, där August Strindberg och andra samhällsrevoltörer träffades och diskuterade. Medlemmarna i denna bohemiska krets lider alla brist på pengar. Om än i nöd så är de emellertid segervissa och arbetar träget med att utveckla sig som författare, konstnärer eller vetenskapsmän. Överdåd, opposition och nonchalans är några utmärkande drag. Gestalterna hade sina förebilder i verkligheten. En liknande krets av fattiga unga män, som alla hyste förhoppningar om att kunna slå sig fram som författare eller konstnärer, hade tidigare skildrats i en roman av den franske författaren Henry Murger – Scènes de la vie de bohème (1851).

## Produktionen
Romanen publicerades av förläggaren Joseph Seligmann som gav Strindberg ett honorar på 2 200 kronor, ett vid denna tid ansenligt belopp. I Aftonbladet kallades romanen för "smuts" men försäljningsmässigt blev den en framgång och såldes 1879–1880 i fyra upplagor på sammanlagt 6 000 exemplar.
Boken skrevs under stor ekonomisk press, från februari till november. Den marknadsfördes energiskt av August Strindberg själv, som var hårt ansatt av missnöjda fordringsägare och hotades av konkurs. Strindberg närde redan under arbetet med Röda rummet förhoppningar om att en roman som skildrade unga bohemers liv och leverne skulle bli en succé och raskt rädda honom från ekonomisk ruin.

## Betydelse
Boken brukar med sitt nydanande, exakt realistiska språk ses som startskottet för den svenska litteraturepoken kallad 80-talet, Uttrycket uppkom i efterhand, då 90-talisterna satte sig emot 80-talisternas realism och negativism. De kallade då 80-talisterna för "skomakarrealister". Boken, och epoken 1880-talet, är en del av det moderna genombrottet, vilket var en strömning framkallad av bland andra Georg Brandes, och som syftade till att sätta problem under debatt. I Röda rummet är det tydligt att bland annat den statliga byråkratins nytta ifrågasattes.
Röda rummets för tiden moderna skriftspråk har gjort att den ibland får markera begynnelsen för en ny språkhistorisk period, nusvenskan, och slutet för den yngre nysvenskan (annars förläggs gränsen av hävd till sekelskiftet 1900).
Som miljöskildring från det dåtida Stockholm har Röda rummet få motsvarigheter, och inledningen av boken är ett välkänt stycke svensk litteratur:
| ”                                                     | Det var en afton i början av maj. Den lilla trädgården på Mosebacke hade ännu icke blivit öppnad för allmänheten och rabatterna voro ej uppgrävda /.../ | „ |
| – Röda rummet, inledningen (August Strindberg, 1879), | |   |

Romanens andra stycke börjar så här:
| ”                                                                 | Men solen stod över Liljeholmen och sköt hela kvastar av strålar mot öster; de gingo genom rökarne från Bergsund, de ilade fram över Riddarfjärden, klättrade upp till korset på Riddarholmskyrkan, kastade sig över till Tyskans branta tak, lekte med vimplarne på Skeppsbrobåtarne, illuminerade i fönstren på Stora Sjötullen, eklärerade Lidingöskogarne och tonade bort i ett rosenfärgat moln, långt, långt ut i fjärran, där havet ligger. | „ |
| – Röda rummet, början av andra stycket (August Strindberg, 1879), | |   |

## Öknamn på tidningar
Strindberg, som medarbetat i Dagens Nyheter och flera olika tidskrifter, utdelade i boken följande tidningsöknamn: Rödluvan närmast åt den liberala Dagens Nyheter, Gråkappan åt det konservativa Aftonbladet, Folkets Fana åt det radikala men skandalbetonade Fäderneslandet och den cyniska skämtpressen, som exempelvis Figaro, gavs namnen Bålgetingen och Äspingen.

## Bearbetningar
Det finns även en TV-serie baserad på boken. Röda rummet finns som talbok och har utkommit i många upplagor, några av dem illustrerade. 1986–1988 publicerades Per Demervalls seriebearbetning av Strindbergs roman i två album. Pär Thörn skrev Röda rummet om till dikt.